# Need for Speed: Hot Pursuit (spil fra 2010)
Need for Speed: Hot Pursuit er et bilspil fra 2010. Spillet er udviklet af Criterion Games og udgivet af Electronic Arts til PlayStation 3, Xbox 360, Microsoft Windows, Wii, IOS, Android, webOS og Windows Phone. Wii versionen blev udviklet af Exient Entertainment. Hot Pursuit er det sekstende spil i Need for Speed serien og blev udgivet i November 2010. De versioner af spillet som kunne købes og downloades fra internettet, fra bl.a. Origin, blev udgivet inden December 2010.